# Ocellularia guptei
Ocellularia guptei är en lavart som först beskrevs av Nagarkar, Sethy & Patw., och fick sitt nu gällande namn av D.D. Awasthi 1991. Ocellularia guptei ingår i släktet Ocellularia och familjen Thelotremataceae.   Inga underarter finns listade i Catalogue of Life.